# Sere (peuple)
Pour les articles homonymes, voir Sere.
 (octobre 2022).
La mise en forme du texte ne suit pas les recommandations de Wikipédia : il faut le « wikifier ».
Les points d'amélioration suivants sont les cas les plus fréquents. Le détail des points à revoir est peut-être précisé sur la page de discussion.
- Les titres sont pré-formatés par le logiciel. Ils ne sont ni en capitales, ni en gras.
- Le texte ne doit pas être écrit en capitales (les noms de famille non plus), ni en gras, ni en italique, ni en « petit »…
- Le gras n'est utilisé que pour surligner le titre de l'article dans l'introduction, une seule fois.
- L'italique est rarement utilisé : mots en langue étrangère, titres d'œuvres, noms de bateaux, etc.
- Les citations ne sont pas en italique mais en corps de texte normal. Elles sont entourées par des guillemets français : « et ».
- Les listes à puces sont à éviter, des paragraphes rédigés étant largement préférés. Les tableaux sont à réserver à la présentation de données structurées (résultats, etc.).
- Les appels de note de bas de page (petits chiffres en exposant, introduits par l'outil «  Source ») sont à placer entre la fin de phrase et le point final[comme ça].
- Les liens internes (vers d'autres articles de Wikipédia) sont à choisir avec parcimonie. Créez des liens vers des articles approfondissant le sujet. Les termes génériques sans rapport avec le sujet sont à éviter, ainsi que les répétitions de liens vers un même terme.
- Les liens externes sont à placer uniquement dans une section « Liens externes », à la fin de l'article. Ces liens sont à choisir avec parcimonie suivant les règles définies. Si un lien sert de source à l'article, son insertion dans le texte est à faire par les notes de bas de page.
- La présentation des références doit suivre les conventions bibliographiques. Il est recommandé d'utiliser les modèles {{Ouvrage}}, {{Chapitre}}, {{Article}}, {{Lien web}} et/ou {{Bibliographie}}. Le mode d'édition visuel peut mettre en forme automatiquement les références.
- Insérer une infobox (cadre d'informations à droite) n'est pas obligatoire pour parachever la mise en page.

Pour une aide détaillée, merci de consulter Aide:Wikification.
Si vous pensez que ces points ont été résolus, vous pouvez retirer ce bandeau et améliorer la mise en forme d'un autre article.
Les Sere sont une ethnie comptant plus de 10 000 habitants dans l'État sud-soudanais de Bahr el Ghazal occidental. Leurs ancienne maison était un endroit appelé Ndedegumbva ou Ndedekumbva, qui serait enregistré sur les cartes de vieux explorateurs.
Leurs pays d'origine se trouve entre les rivières Boku et Kere, bien que certains s'installent à gauche du fleuve Boku. Dans la tradition locale, le roi Zandé Ikpiro envoya certains de ses peuples pour conquérir les sers, mais ils furent complètement vaincus, leurs dirigeants furent capturés, brûlés jusqu'à la mort et détruits. Ikpiro vint plus tard lui-même, détruisant sa terre, tuant un certain nombre de personnes âgées, et asservit les femmes et les jeunes. Les combattants sere se sont déplacés vers le nord, mais ils étaient bientôt entourés par les troupes azande. Ils prirent leurs collines de pierre et se cachèrent dans les grottes. L'Azande couvrit la paille et le bois autour de lui, et ainsi la "fleur" des sers fut brûlée vivante ou palpée en essayant de fuir.
La plupart des Serbes sont restés dans leur ancien pays sous le régime de Zandé, où ils ont occupé un territoire d'environ 100 kilomètres de large partout. Certains ont fui vers les bahr-el-ghazal. Après avoir fui l'Azande, ils se sont installés sur le côté gauche du fleuve Pongo (également appelé Kpango ou Pango), au sud du Wau-Dem-Zubeir, plus connu comme tout simplement Deim Zubeir. Sa frontière nord était le petit ruisseau Ngoku. Puis ils ont combattu à nouveau avec Azande, et ils ont été conduits vers l'est. Les guerres qui ont suivi avec un chef nommé Karamalla ont vu la communauté de nombreux sers divisée en deux, certains suivant l'Azande sous un roi appelé Tombura, tandis que d'autres étaient avec Karamalla. Parmi les premiers, il y avait les chefs Dessi et Rihan Wademoyo, et parmi les seconds se trouvait le frère aîné de Rihan, Farajalla Zubeir. 
Dessi et Wademoyo étaient membres du conseil de Tombura. Il est ensuite tombé de la grâce avec lui et a été assassiné. Wademoyo avait peur de subir la même situation, mais il a pu prouver qu'il était d'un clan différent de Dessi et a été sauvé. Lorsque le Gouvernement soudanais s'est installé dans les bahr-el-Ghazal, un grand nombre de Serbes sont retournés du nord, y compris Farajalla Zubeir, tandis que d'autres sont entrés de Tombora lorsqu'ils ont appris le retour de leurs anciens dirigeants. Certains d'entre eux sont revenus, qui sont venus du Zande s'installèrent à gauche du fleuve Bussere, au sud-ouest de la Balanda Bviri, et Rihan a été nommé pour les gouverner. De là, ils ont été emmenés à la route circulaire de Balanda, qui va de Wau-Dem-Zubeir à Mboro. Plus tard, on leur a ordonné de rejoindre l'autre communauté sereine à gauche de la rivière Kpango, sous le chef Bandes Vito Umbili, où ils restent jusqu'à aujourd'hui.